# Русь (футбольный клуб, Волгоград)
«Русь» — советский футбольный клуб из Волгограда. Основан не позднее 1991 года. Единственный сезон в первенстве страны провёл в 1991 году — занял 15-е место в зональном турнире второй низшей лиги первенства СССР.